# Bettina Bunge
Bettina Bunge (Adliswil, 13 juni 1963) is een voormalig professioneel tennisspeelster uit Duitsland. Zij werd geboren in Zwitserland als dochter van een Duits zakenman. Tot haar dertiende woonde zij in Peru en daarna in de Verenigde Staten. Zij begon haar professionele carrière in 1979 en stopte in 1989. In 1982 bereikte zij haar hoogste positie op de WTA-ranglijst, de zesde positie. Zij is thans werkzaam in de sportmarketing.
Op de WTA-tour won Bunge vier titels in het enkelspel. Zij speelde wel daarnaast nog eens negen finales. Haar beste prestatie op een grandslamtoernooi was de halve finale op Wimbledon in 1982. Zij verloor toen van de Amerikaanse Martina Navrátilová. De hoogste ranking in het enkelspel was de 6e plaats, die zij behaalde in juni 1982.
In het dubbelspel haalde zij vier titels binnen op de WTA-tour, waaronder één met landgenote Steffi Graf. Zij kwam van 1980 tot en met 1983 en in 1986, 1987 en 1989 uit voor het Duitse Fed Cup-team. In 1982 en 1983 behaalde dit team de finale, maar verloor van respectievelijk Tsjecho-Slowakije en de Verenigde Staten.

## Posities op deWTA-ranglijst
Positie per einde seizoen:
| jaartal | ranking enkelspel | ranking dubbelspel |
| ------- | ----------------- | ------------------ |
| 1989    | 72                | 56                 |
|         |                   |                    |
| 1987    | 15                | 21                 |
| 1986    | 12                | 19                 |
| 1985    | 23                | –                  |
| 1984    | 21                | –                  |
| 1983    | 11                | –                  |
| 1982    | 9                 | –                  |
| 1981    | 9                 | –                  |
| 1980    | 19                | –                  |
| 1979    | 32                | –                  |
| 1978    | 105               | –                  |

### WTA-finaleplaatsen enkelspel
| nr.              | finale     | toernooi         | ondergrond | tegenstandster      | score         |
| ---------------- | ---------- | ---------------- | ---------- | ------------------- | ------------- |
| gewonnen finales |            |                  |            |                     |               |
| 1.               | 1982-02-21 | WTA Houston      | tapijt (i) | Pam Shriver         | 6-2, 3-6, 6-2 |
| 2.               | 1982-05-24 | WTA Berlijn      | gravel     | Kathy Rinaldi       | 6-2, 6-2      |
| 3.               | 1982-09-16 | WTA Tokio        | hardcourt  | Barbara Potter      | 7-6, 6-2      |
| 4.               | 1983-02-27 | WTA Oakland      | tapijt (i) | Sylvia Hanika       | 6-3, 6-3      |
| verloren finales |            |                  |            |                     |               |
| 1.               | 1979-02-04 | WTA Toronto      | tapijt (i) | Barbara Potter      | 1-6, 4-6      |
| 2.               | 1979-12-23 | WTA Sydney       | gras       | Hana Mandlíková     | 3-6, 6-3, 3-6 |
| 3.               | 1980-11-02 | WTA Stockholm    | tapijt (i) | Hana Mandlíková     | 2-6, 2-6      |
| 4.               | 1981-02-22 | WTA Houston      | tapijt (i) | Hana Mandlíková     | 4-6, 4-6      |
| 5.               | 1981-09-20 | WTA Tokio        | tapijt (i) | Ann Kiyomura        | 4-6, 5-7      |
| 6.               | 1981-10-11 | WTA Tampa        | hardcourt  | Martina Navrátilová | 7-5, 2-6, 0-6 |
| 7.               | 1982-01-17 | WTA Cincinnati   | tapijt (i) | Barbara Potter      | 4-6, 6-7      |
| 8.               | 1982-08-29 | WTA Mahwah       | hardcourt  | Leigh-Anne Thompson | 6-7, 3-6      |
| 9.               | 1987-07-12 | WTA Knokke-Heist | gravel     | Kathleen Horvath    | 1-6, 6-7      |

### WTA-finaleplaatsen vrouwendubbelspel
| nr.              | finale     | toernooi         | ondergrond    | partner              | tegenstandsters                         | score         |
| ---------------- | ---------- | ---------------- | ------------- | -------------------- | --------------------------------------- | ------------- |
| gewonnen finales |            |                  |               |                      |                                         |               |
| 1.               | 1983-07-10 | WTA Hamburg      | gravel        | Claudia Kohde-Kilsch | Ivanna Madruga-Osses Catherine Tanvier  | 7-5, 6-4      |
| 2.               | 1983-07-17 | WTA Freiburg     | gravel        | Eva Pfaff            | Ivana Madruga-Osses Emilse Raponi-Longo | 6-1, 6-2      |
| 3.               | 1986-09-14 | WTA Tokio        | tapijt (i)    | Steffi Graf          | Katerina Maleeva Manuela Maleeva        | 6-1, 6-7, 6-2 |
| 4.               | 1987-07-12 | WTA Knokke-Heist | gravel        | Manuela Maleeva      | Kathleen Horvath Marcella Mesker        | 4-6, 6-4, 6-4 |
| verloren finales |            |                  |               |                      |                                         |               |
| 1.               | 1982-05-24 | WTA Berlijn      | gravel        | Claudia Kohde-Kilsch | Elizabeth Gordon Beverly Mould          | 3-6, 4-6      |
| 2.               | 1984-10-07 | WTA Los Angeles  | hardcourt     | Eva Pfaff            | Chris Evert Wendy Turnbull              | 2-6, 4-6      |
| 3.               | 1984-10-21 | WTA Filderstadt  | hardcourt (i) | Eva Pfaff            | Claudia Kohde-Kilsch Helena Suková      | 2-6, 6-4, 3-6 |
| 4.               | 1984-11-18 | WTA Brisbane     | gras          | Eva Pfaff            | Martina Navrátilová Pam Shriver         | 3-6, 2-6      |
| 5.               | 1985-05-26 | WTA Lugano       | gravel        | Eva Pfaff            | Bonnie Gadusek Helena Suková            | 2-6, 4-6      |
| 6.               | 1987-11-08 | WTA Worcester    | tapijt (i)    | Eva Pfaff            | Elise Burgin Rosalyn Fairbank           | 4-6, 4-6      |

## Prestatietabel grandslamtoernooien
| Legenda | Legenda                          |
| ------- | -------------------------------- |
| g.t.    | geen toernooi gehouden           |
| l.c.    | lagere categorie                 |
| –       | niet deelgenomen                 |
| G       | uitgeschakeld in de groepsfase   |
| 1R      | uitgeschakeld in de eerste ronde |
| 2R      | uitgeschakeld in de tweede ronde |
| 3R      | uitgeschakeld in de derde ronde  |
| 4R      | uitgeschakeld in de vierde ronde |
| KF      | uitgeschakeld in de kwartfinale  |
| HF      | uitgeschakeld in de halve finale |
| F       | de finale verloren               |
| W       | het toernooi gewonnen            |
| w-v     | winst/verlies-balans             |

### Enkelspel
| Toernooi        | 1978 | 1979 | 1980 | 1981 | 1982 | 1983 | 1984 | 1985 | 1986 | 1987 |
| --------------- | ---- | ---- | ---- | ---- | ---- | ---- | ---- | ---- | ---- | ---- |
| Australian Open | –    | –    | 2R   | 4R   | –    | –    | 3R   | 2R   | g.t. | –    |
| Roland Garros   | –    | 3R   | 3R   | 4R   | 2R   | 2R   | 3R   | 3R   | 2R   | –    |
| Wimbledon       | –    | 2R   | 3R   | 2R   | HF   | 1R   | 3R   | 3R   | KF   | 3R   |
| US Open         | 3R   | 1R   | 3R   | 4R   | 3R   | –    | 3R   | 1R   | 2R   | 4R   |

### Vrouwendubbelspel
| Australian Open | –  | –  | 3R | 2R | –  | 2R | –  | g.t. | –  | –  |
| Roland Garros   | –  | 2R | 2R | HF | KF | 1R | KF | 3R   | –  | –  |
| Wimbledon       | –  | 2R | 3R | 1R | HF | 1R | 3R | 3R   | 3R | 2R |
| US Open         | 2R | 2R | 3R | KF | HF | 1R | 3R | 1R   | 3R | –  |

### Gemengd dubbelspel
| Toernooi        | 1979 | 1980 | 1981 | 1982 |    | 1984 | 1985 | 1986 | 1987 |
| --------------- | ---- | ---- | ---- | ---- | -- | ---- | ---- | ---- | ---- |
| Australian Open | –    | –    | –    | –    | –  | –    | g.t. | –    |      |
| Roland Garros   | –    | –    | –    | –    | –  | 2R   | 3R   | –    |      |
| Wimbledon       | –    | 2R   | HF   | KF   | –  | –    | HF   | –    |      |
| US Open         | KF   | 2R   | HF   | KF   | 3R | 2R   | HF   | 1R   |      |